# The Reflecting Eye
The Reflecting Eye è un racconto dello scrittore irlandese John Connolly, inserito nella raccolta Nocturnes (2004), inedita in italiano. Assieme a numerosi romanzi, appartiene al Ciclo narrativo con Charlie Parker.
Il racconto costituisce il primo incontro fra il protagonista e quello che in seguito diventerà un avversario ricorrente: il personaggio del Collezionista.

## Titolo
Il titolo del racconto (letteralmente: “l'occhio che riflette”) è da porre in relazione con l'idea dello specchio, elemento che nel corso della narrazione – sullo sfondo di un'ambientazione soprannaturale – finisce per assumere una grande importanza.

## Trama
Morto suicida nel 1981 per sottrarsi all'imminente arresto, John Grady è stato un rapitore e un uccisore di bambini. La casa in cui sono avvenuti i crimini è stata acquistata da Frank Matheson, il padre dell'ultima piccola vittima di Grady, desideroso che il ricordo della figlia Louise non venga accantonato.

Quasi trent'anni dopo l'apparente conclusione della vicenda accade però un fatto inquietante: nella cassetta della posta di casa Grady viene rinvenuta la foto in bianco e nero di una bambina ignota. Matheson teme che la foto possa costituire una minaccia, la volontà da parte di qualcuno di rinverdire le empie azioni di John Grady. Si rivolge pertanto a Charlie Parker, incaricandolo di identificare la bambina ed eventualmente di mettere in guardia la sua famiglia.

Le autorità alle quali Matheson si è già rivolto non paiono eccessivamente fiduciose di poter raggiungere qualche risultato concreto, e Parker si rende ben presto conto di non avere molti elementi su cui lavorare. Anche identificare il responsabile del recapito della foto (e il suo movente) è tutt'altro che semplice: potrebbe trattarsi di Ray Voodoo Czabo, un cacciatore di reliquie provenienti da scene del crimine, o forse di un altro misterioso personaggio che si è mostrato molto interessato a casa Grady e che recentemente si è rivolto a Frank Matheson vantando un vecchio debito contratto dallo stesso John Grady in passato, un debito che si è dichiarato disposto a considerare estinto in cambio della cessione di uno degli antichi specchi che ornano la vetusta abitazione. Entrambi i sospetti risultano però irrintracciabili, e dopo qualche tempo Czabo viene addirittura trovato morto, vittima forse delle attività criminali che si addensano attorno alla ex moglie e al suo nuovo compagno.

Malgrado le difficoltà Parker accetta il caso: il suo tragico passato famigliare, il fatto stesso di essere sul punto di diventare di nuovo padre, lo rendono particolarmente sensibile alla difesa dell'incolumità e dell'innocenza dei bambini.

Con l'aiuto degli amici Louis ed Angel, il detective organizza la sorveglianza di casa Grady e dopo una decina di giorni di paziente attesa i suoi sforzi vengono ricompensati: l'intrusione di un inatteso personaggio nell'abitazione porta alla luce i retroscena – passati ed attuali – dell'intricata vicenda, e consente a Parker di salvare la bambina della foto. Il defunto John Grady sarà inoltre costretto a pagare il vecchio debito che aveva cercato di eludere.

## Personaggi
- Charlie Parker. Ex poliziotto di New York diventato detective privato in seguito alla brutale uccisione della moglie Susan e della figlioletta Jennifer. Sta cercando di rifarsi una vita – sentimentale e professionale – ma la cosa risulta tutt'altro che facile.

- John Grady. Malgrado l'aspetto fragile e innocuo, e il viscerale attaccamento all'abbellimento della sua abitazione, è stato innanzitutto un serial killer ed un uccisore di bambini. Dopo il suicidio che ha forzatamente chiuso il suo caso, sono rimasti irrisolti alcuni inquietanti interrogativi.

- Denny Maguire. L'unica vittima sopravvissuta alla follia di John Grady. Ormai è un adulto, gestisce un bar ed ha una nuova vita, ma ancora non riesce del tutto a dimenticare l'orribile esperienza affrontata da bambino.

- Frank Matheson. È il padre dell'ultima vittima di John Grady, Louise Matheson. La morte della figlia lo ha devastato in maniera irreparabile; anche a tanti anni di distanza non rinuncia al desiderio di cercare spiegazioni e giustizia.

- Ray Czabo, detto Voodoo. È una sorta di cacciatore di macabre reliquie provenienti dalle scene di efferati delitti, compresa l'abitazione dove furono uccise Susan e Jennifer Parker. I suoi ripetuti tentativi di entrare a casa Grady ne fanno un sospettato per i più recenti ed inquietanti sviluppi della situazione.

- Wayne Grass. Capo della polizia nella cittadina di Two Miles Lake, è a lui che Frank Matheson si è rivolto in prima istanza quando ha trovato la foto della bambina ignota. Grass è anche uno dei poliziotti che nel 1981 avevano assistito al suicidio di John Grady.

- Rachel Wolfe. Psicologa, compagna di Charlie Parker al quale sta per dare una seconda figlia. Costantemente dilaniata dal contrasto tra il suo amore per Parker e il timore che il tipo di vita che lui conduce possa avere conseguenze devastanti sulla nuova famiglia che insieme stanno cercando di costruire.

- Louis ed Angel. Sono i migliori e forse gli unici veri amici di Parker, i suoi collaboratori ed i suoi complici. Legati tra loro da uno strano (ma profondo) legame sentimentale, sono sarcastici, battaglieri e infinitamente leali.

- Il Collezionista (nell'originale The Collector). Ambiguo e sfuggente personaggio, al confine tra realtà e trascendenza. Sembra animato da un senso di giustizia molto personale: chi commette crimini ed entra nello spietato raggio d'azione della sua capacità di punizione, paga le proprie colpe con la dannazione.

## Cronologia
La vicenda principale del racconto si svolge più di vent'anni dopo gli omicidi commessi da John Grady tra il 1979 e il 1981: la narrazione si svolge infatti nella prima metà di dicembre di un anno che verosimilmente è il 2004. 

Nell'ambito del ciclo dedicato a Charlie Parker precede di poco i fatti contenuti nel romanzo L'angelo delle ossa.

## Edizioni
- John Connolly, The Reflecting Eye. A Charlie Parker Novella, in “Nocturnes”, pag.168-231. Simon & Schuster ed., Atria Books, 2004